# Iwanuma
Iwanuma (岩沼市, Iwanuma-shi) est une ville située dans la préfecture de Miyagi, au Japon.

## Géographie

### Situation
Iwanuma est située dans le sud de la préfecture de Miyagi, bordée par l'océan Pacifique à l'est. Au sud, le fleuve Abukuma sépare Iwanuma de Watari.

### Démographie
Au 31 décembre 2019, la population d'Iwanuma s'élevait à 43 631 habitants, répartis sur une superficie de 60,45 km2.

## Histoire
Le bourg d'Iwanuma a été créé le 1er juin 1889. Il obtient le statut de ville le 1er novembre 1971.

## Culture locale et patrimoine

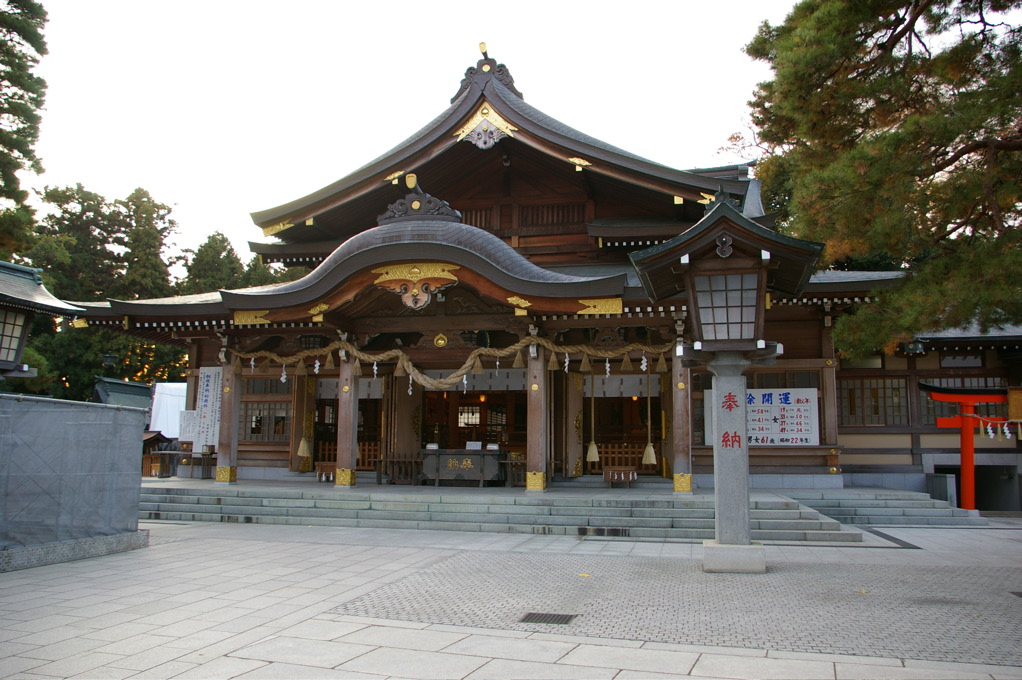
Le sanctuaire Takekoma Inari.

- Takekoma Inari-jinja

## Transports
La ville est desservie par les lignes Tōhoku et Jōban de la JR East à la gare d'Iwanuma.

## Jumelages
- Napa (États-Unis) depuis 1973
- Nankoku (Japon) depuis 1973
- Obanazawa (Japon) depuis 1999
- Dover (États-Unis) depuis 2003

## Personnalités liées à la municipalité
- Kiyoko Ono (née en 1936), gymnaste
- Kaoru Sugayama (née en 1978), volleyeuse